# Мадонна Соллі
«Мадонна Соллі» (або «Мадонна і дитина з книгою») — картина італійського художника доби Відродження Рафаеля, датується 1500—1504 роками.
Назва картини походить від імені британського банкіра і колекціонера Едварда Соллі (1776–1848), з колекції якого у 1821 році картину придбав Берлінський музей.

## Опис і інтерпретація
На картині зображена Діва Марія з дитиною на колінах; у правій руці Марії — невелика книга, до якої звернена її увага. Книга є символом священного писання, яке сповіщає про трагічну долю Христа. Дитина, заглядаючи до книги, тримає червону нитку прив'язану до щиглика, символу пристрастей Христових.
«Мадонна Соллі» є ранньою роботою Рафаеля і демонструє вплив його вчителя Перуджино.